# HD 181096
HD 181096，又名BD+46 2658，SAO 48278、HR 7322，是一颗恒星，视星等为6，位于銀經78.24，銀緯15.44，其B1900.0坐标为赤經19h 13m 59.2s，赤緯+46° 15.44′ 40″。